# Kennedy Nketani
Kennedy Nketani (né le 25 décembre 1984 à Luanshya en Zambie) est un joueur de football international zambien, qui évoluait au poste de défenseur.

## Biographie

### Carrière en club
Avec le Zanaco Football Club, il remporte trois championnats de Zambie.

### Carrière en sélection
Avec l'équipe de Zambie, il joue 29 matchs (pour aucun but inscrit) entre 2005 et 2008. 
Il figure dans le groupe des sélectionnés lors des Coupes d'Afrique des nations de 2006 et de 2008.
Il joue également 4 matchs comptant pour les tours préliminaires de la coupe du monde 2006.

## Palmarès
Zanaco
- Championnat de Zambie (1) :
  - Champion : 2005, 2006, 2009 et 2012.